# Бутрахтинский сельсовет
Бутра́хтинский сельсове́т — сельское поселение в Таштыпском районе Хакасии.
Административный центр — деревня Бутрахты.

## Население
| 2002 | 2010 | 2012 | 2013 | 2014 | 2015 | 2016 |
| ---- | ---- | ---- | ---- | ---- | ---- | ---- |
| 772  | ↘751 | ↘739 | ↘732 | ↘711 | ↘708 | ↘674 |
| 2017 | 2018 | 2019 | 2020 | 2021 |      |      |
| ↘657 | ↘647 | ↘623 | ↘620 | ↗745 |      |      |

## Состав сельского поселения
В состав сельского поселения входят 3 населённых пункта:
| № | Населённый пункт | Тип населённого пункта          | Население |
| - | ---------------- | ------------------------------- | --------- |
| 1 | Бутрахты         | деревня, административный центр | ↘519      |
| 2 | Карагай          | деревня                         | ↘68       |
| 3 | Чиланы           | село                            | ↗164      |

## Образование
В поселении имеется средняя школа.